# GSC 02652-01324
GSC 02652-01324는 거문고자리에 있는, 지구에서 약 512 광년 떨어져 있는 K형 주계열성이다. 2004년 기준으로 이 항성 주위에는 외계 행성 한 개가 있는 것으로 확인되어 있다. 항성의 이름 GSC는 가이드 항성 목록(Guide Star Catalog)의 앞머리를 따서 가져온 것이다.

## 행성계
TrES-1이라는 이름이 붙은 외계 행성은 TrES 프로젝트 중에 발견되었다. 발견 기법으로는 통과법이 쓰였으며, 관측 도구로는 4인치 지름의 망원경이 사용되었다. 이 행성의 발견은 켁 천문대에서 시선 속도법을 이용하여 검증되었으며, 질량값을 도출할 수 있었다.

## 같이 보기
- HD 209458
- 페가수스자리 51